# いかずきんズ
いかずきんズは、八戸市のイメージキャラクター。
2009年（平成21年）に八戸市市制施行80周年記念の一環として一般公募により登場した。 

## 概要
八戸市の鳥であるウミネコのコンビが、八戸市の名産である「イカ」の頭巾をかぶっているキャラクター。
イカのかぶりものは蕪嶋神社の弁天様からの授かり物であるとして、頭巾のデザインのうち「80」という数字は市制施行80周年を表し、イカの吸ばんをイメージされたものである。
当初は2匹のキャラであるが後に子ども2匹のキャラが加わり、一家で「いかずきんズ」という設定である。

## 各キャラの設定
- かぶさん - 4歳のウミネコ（成鳥）で父親。ブルーの頭巾をかぶっている。
- しまちゃん - 4歳のウミネコ（成鳥）で母親。ピンクの頭巾をかぶっている。
- こかぶくん - かぶさん、しまちゃんの子供で兄。グリーンの頭巾をかぶっている。
- こうみちゃん - かぶさん、しまちゃんの子供で妹。イエローの頭巾をかぶっている。

## 関連グッズ
関連グッズには、八戸市物産協会から以下の商品が販売されている。
これらは通販及び八戸市内の土産店で購入することが可能である。
- ストラップ　-　両親2匹のバージョンと子ども2匹（こかぶくん・こうみちゃん）のバージョンと2種類ある。ファミリーはイヤホンジャック付き
- ハンカチ　-　ドット柄2種類とグレンチェック、いかずきんズファミリーのカード模様
- ぬいぐるみ　-　大小2種類ある。
- ネクタイ　-　種類はクレスト（紺とワインの2色）とストライプ（紺と濃紺の2色）。